# المتحف الوطني الإثيوبي
المتحف الوطني الإثيوبي National Museum of Ethiopia هو المتحف الرئيسي في إثيوبيا. يقع في العاصمة أديس أبابا بالقرب من جامعة أديس أبابا.
في عام 1936 أقيم معرض للأزياء الوطنية تبرعت بها العائلة الملكية والمقربين منهم. ثم أصبح ذلك المعرض سنويا لعرض الأزياء الوطنية. ثم نشأت فكرة تأسيس معهد للآثار الوطنية عام 1958 لتدعيم مهمة البحث عن الآثار من قبل علماء الآثار الفرنسيين.